# هاتون واکیا
هاتون واکیا (به اسپانیایی: Hatun Waqya) یک کوه در پرو است که در Peru, Junín Region, Pasco Region واقع شده‌است. هاتون واکیا ۴٬۸۰۰ متر بالاتر از سطح دریا واقع شده‌است.